# Свердловська сільська рада (Хабарський район)
Свердло́вська сільська рада (рос. Свердловский сельский совет) — сільське поселення у складі Хабарського району Алтайського краю Росії.
Адміністративний центр — село Свердловське.

## Населення
Населення — 867 осіб (2019; 1092 в 2010, 1554 у 2002).

## Склад
До складу сільської ради входять:
| Населений пункт        | Населення, осіб (2002) | Населення, осіб (2010) |
| ---------------------- | ---------------------- | ---------------------- |
| Добровольщина, селище  | 68                     | 41                     |
| Малопавловка, селище   | 296                    | 193                    |
| Нечаєвка, селище       | 118                    | 11                     |
| Нововасильєвка, селище | 64                     | 51                     |
| Свердловське, село     | 1008                   | 796                    |